# برونو سابي
برونو سابي (بالفرنسية: Bruno Saby)‏ مواليد 23 فبراير 1949 في غرونوبل، هو سائق راليات فرنسي بدأ مسيرته في سنة 1973. كان أول رالي له هو رالي مونت كارلو 1973. تسابق في بطولة العالم للراليات. فاز برالي داكار. فاز بـ سباقي رالي. صعد على المنصة 7 مرات خلال مسيرته.

## سجل الفوز
| الحدث           | الموسم                          |
| --------------- | ------------------------------- |
| رالي كورسيكا    | بطولة العالم للراليات موسم 1986 |
| رالي مونت كارلو | بطولة العالم للراليات موسم 1988 |
| رالي تونس       | بطولة العالم للراليات موسم 2001 |

## فرق مثلها
- مجموعة رينو
- بيجو
- لانشيا

## روابط خارجية
- برونو سابي على موقع Rallye-info.com (الإنجليزية)
- برونو سابي على موقع eWRC-results.com (الإنجليزية)